# Protorma
Protorma is een geslacht van kevers uit de familie van de boktorren (Cerambycidae). De wetenschappelijke naam van het geslacht werd in 1880 gepubliceerd door Charles Owen Waterhouse.

## Soorten
Protorma is monotypisch en omvat slechts de volgende soort:
- Protorma costifera (Thomson, 1877)